# Kenta Fukumori
Kenta Fukumori (福森 健太 Fukumori Kenta?), född 4 juli 1994 i Tokyo prefektur, är en japansk fotbollsspelare.
Fukumori började sin karriär 2016 i Giravanz Kitakyushu.